# De fires klub (personbiler)
 For alternative betydninger, se De fires klub. (Se også artikler, som begynder med De fires klub)
De fires klub var et joint venture indgået i 1980'erne mellem de fire bilfabrikanter Fiat, Lancia, Alfa Romeo og Saab. Dette joint venture resulterede i hver sin nye bilmodel for hver af de fire fabrikanter. Arbejdet ledede, gennem brug af de samme komponenter, til kraftigt reducerede udviklingsomkostninger. Bilmodellerne som blev resultatet af dette joint venture var Alfa Romeo 164, Fiat Croma, Lancia Thema og Saab 9000. Slægtskabet var tydeligst mellem Saab 9000, Fiat Croma og Lancia Thema. Disse modeller havde flere fælles dele, mens Alfa Romeo 164 kun havde samme platform. Saab 9000 havde f.eks. identiske døre med Fiat Croma, ligesom forruden. Giorgetto Giugiaro stod for designet, mens Björn Envall "saabificerede" Fiat Croma/Lancia Thema til Saab 9000.
- Alfa Romeo 164
- Fiat Croma
- Saab 9000
- Lancia Thema